# Bradyetes pacificus
Bradyetes pacificus is een eenoogkreeftjessoort uit de familie van de Aetideidae. De wetenschappelijke naam van de soort is voor het eerst geldig gepubliceerd in 2005 door Ohtsuka, Boxshall & Shimomura.